# Добрина (Шентюр)
Добрина (словен. Dobrina) — поселення в общині Шентюр, Савинський регіон, Словенія. 
Висота над рівнем моря: 525,2 м.